# 井上博道
井上 博道（いのうえ はくどう、1931年6月28日 - 2012年12月12日）は、日本の写真家。産経新聞のカメラマンを経て、フリーに。大和路の世界をライフワークにしていた。

## 略歴
- 1931年（昭和6年） - 兵庫県城崎郡香住町香住(現・美方郡香美町香住区香住)生まれ。兵庫県立豊岡高等学校、龍谷大学文学部仏教史学科卒。
- 1955年（昭和30年） - 産経新聞社大阪本社編集局写真部に入社。
- 1966年（昭和41年） - フリー写真家となる。
- 1983年（昭和58年） - 大阪芸術大学写真学科勤務。
- 1988年（昭和63年） - （有）井上企画・幡を設立。
- 1991年（平成3年） - 龍谷大学より龍谷賞を受賞。
- 1997年（平成9年） - 大阪芸術大学写真学科を退職し、奈良を中心に活動。
- 2012年（平成24年）10月5日午後3時20分ごろ、京都府木津川市のJR大和路線（関西線）木津 - 加茂駅間の不動山トンネル近くの線路脇に倒れているところを走行中の快速の運転士が見つけ、電車は急停止した。付近に三脚とデジタルカメラが落ちていたことから撮影中に転倒したものと見られ、意識不明のまま病院に搬送された[1]。12月12日、敗血症のため死去[2]。81歳没。

## 出版物
- 「美の脇役」淡交社、産経新聞社<編>（1961年）
- 「室生寺」淡交社、矢内原伊作<文>（1964年）
- 「神護寺・高山寺」淡交社、矢内原伊作<文>（1965年）
- 「中尊寺」淡交新社、今東光<文>(1967年)
- 「邪鬼の性」淡交新社、水尾比呂志<文>(1967年)
- 「平戸-人と歴史」淡交新社、藤浦洸<文>(1967年)
- 「羅漢-仏と人との間」淡交新社、梅原猛<文>(1968年)
- 「水かがみ」淡交社、岡部伊都子<文>(1968年)
- 「不動の怒」淡交社、高階秀爾/中野玄三<文>(1969年)
- 「山の宗教 修験道」淡交社 自然と人間シリーズ1、五来重<文>(1970年)
- 「京の裏道1 洛東」平凡社カラー新書、松本章男<著>(1976年)
- 「京の裏道2 洛北」「京の裏道3 洛西」平凡社カラー新書、松本章男<著>(1977年)
- 「京の裏道4 洛南 」・「京の裏道5 洛中」平凡社カラー新書、松本章男<著>(1978年)
- 「古寺巡礼 奈良10 室生寺」淡交社、田中澄江/伊藤教如/林亮<著>(1979年)
- 「古寺巡礼 奈良12 霊山寺」淡交社、田辺聖子/東山円教<著>(1979年)
- 「日本の庭園2 池泉の庭」講談社、牛川喜幸<著>・写真集「隠れた仏たち」学生社、松本包夫<解説>(1981年)
- 「日本の壁」駸々堂、山田幸一<著>・「冷泉家の花貝合せ」文化出版局、冷泉布美子<著>(1982年)
- 「大和路の野の花」文化出版局、井上千鶴<著>(1982年)
- 写真集「奈良万葉」奈良市教育委員会編、網干善教ほか執筆(1988年)
- 写真集「奈良大和路 都・山・道・里（全4巻）」京都書院・「葛城の道」御所市(1998年)
- 写真集「東大寺」中央公論社 これは東大寺の年中行事をドキュメンタリータッチで撮影したもの。学生時代、新聞社時代を通じて心の師とも仰ぎ、また親交の厚かった司馬遼太郎執筆の長文を掲載。(1989年)
- 写真集「生駒光景」生駒市(1991年)
- 「日本の名建築写真集2 東大寺」新潮社、伊藤ていじほか<編>(1992年)
- 写真集「長谷寺」長谷寺(1992年)
- 写真集「やまとのかたち」「やまとのこころ」講談社(1993年)
- 写真集「斑鳩」斑鳩町・「京の古寺から20 等持院」淡交社、川勝承哲と共著(1997年)
- 写真集「奈良万葉①飛鳥」「奈良万葉②山の辺」「奈良万葉⑤平城京 西」「奈良万葉⑥平城京 東」光村推古書院(1998年)
- 写真集「西国薬師巡礼」光村推古書院、西国薬師霊場会<編>・「夢窓国師の風光」春秋社、中村文峰<著>(1998年)
- 写真集「奈良万葉③吉野・宇陀・室生」「奈良万葉④葛城・生駒・竜田」光村推古書院(1999年)
- 「道-私のすてきな道」奈良新聞社、建設省近畿地方建設局奈良国道工事事務所<監修>(1999年)
- 「万葉集 Man'yo Luster」P・I・E BOOKS、リービ英雄<英訳>(2002年)
- 「俳句 Haiku」P・I・E BOOKS、高橋睦郎<選>(2003年)
- 「美の脇役」光文社 知恵の森文庫より文庫本にて再版(2005年)
- 「山頭火 Santoka」P・I・E BOOKS(2006年)
- 「美しい日本語の風景」淡交社、中西進<著>(2008年)